# Sidi Ben Adda
Sidi Ben Adda là một đô thị thuộc tỉnh Aïn Témouchent, Algérie. Dân số thời điểm năm 2002 là 12.224 người.